# Egg ZH
| ZH ist das Kürzel für den Kanton Zürich in der Schweiz. Es wird verwendet, um Verwechslungen mit anderen Einträgen des Namens Egg zu vermeiden. |

Egg ist eine politische Gemeinde im Bezirk Uster des Kantons Zürich in der Schweiz.

Historisches Luftbild von Walter Mittelholzer von 1922

## Geographie
Egg ZH liegt zwischen dem Greifensee und dem Pfannenstiel und bildet die Südwestecke des Zürcher Oberlands. Die Gemeinde besteht aus den drei Dörfern Hinteregg, Egg und Esslingen. Sie wird ergänzt durch die Aussenwachten Rällikon, Inner- und Usser-Vollikon, Niederesslingen, Rohr, Schaubigen, Eichholz, Neuhaus und Guldenen. Die Fläche beträgt 1450 ha; davon sind per 2007 57,2 % Landwirtschaft, 23 % Wald, 13,6 % Siedlung und 5,2 % Verkehr. Der tiefste Punkt der Gemeinde liegt in Rällikon (Badeanstalt am Greifensee (Gewässer)) auf 438 m ü. M., der höchste Punkt auf dem Pfannenstiel auf 853 m ü. M. Die Gesamtlänge der Gemeindegrenze beträgt 22,5 km.
| Nachbargemeinden und Grenzabschnitte | Nachbargemeinden und Grenzabschnitte |
| Nachbargemeinde                      | Grenzabschnitt (in km)               |
| ------------------------------------ | ------------------------------------ |
| Maur                                 | 4,6                                  |
| Herrliberg                           | 1,0                                  |
| Meilen                               | 3,0                                  |
| Uetikon am See                       | 1,5                                  |
| Oetwil am See                        | 4,5                                  |
| Grüningen                            | 0,5                                  |
| Gossau                               | 1,5                                  |
| Mönchaltorf                          | 6,0                                  |

## Geschichte

### Frühgeschichte
Grabfunde aus der späten Bronzezeit sind die ältesten Zeugnisse menschlicher Besiedlung in Egg.

### Mittelalter
Die erste Erwähnung von Egg findet sich in einer in Latein verfassten Schenkungsurkunde datiert auf den 27. Januar 775. In diesem Schreiben vermacht ein Landbesitzer seine Güter in Egg (genannt Eccha) dem Kloster St. Gallen. Die Kirche Egg ist als Hofbesitz des Klosters St. Gallen 885 urkundlich erwähnt. 972 erwarb dann auch das Kloster Einsiedeln einen Güterkomplex in Egg. Einsiedeln jedoch verlor um 1230 seinen Grundbesitz rund um das Lehen Grüningen, zu dem auch Egg gehörte, an das Kloster St. Gallen. Nebst diesen Güterkomplexen verzeichnet das Habsburger Urbar auch die Ansiedlung von freien Bauern in der Gegend um Hinteregg. Infolgedessen hiess Hinteregg bis ins 17. Jahrhundert "Fryenegg".
1253 übertrug das Kloster St. Gallen Lüthold VI. aus dem Geschlecht der Regensberger die Vogteirecht über die Herrschaft Grüningen und somit auch die Güter in Egg. Als Folge der Regensberger Fehde um 1267/68 musste Lüthold VI. 1269 das Lehen über Grüningen jedoch wieder an das Kloster zurückgeben. In der Folge sicherte es sich der den Regensbergern verfeindete Rudolf von Habsburg zwischen 1273 und 1284.
Siehe auch
- Herrschaft Grüningen
- Regensberg (Adelsgeschlecht)
- Regensberger Fehde

### Frühe Neuzeit

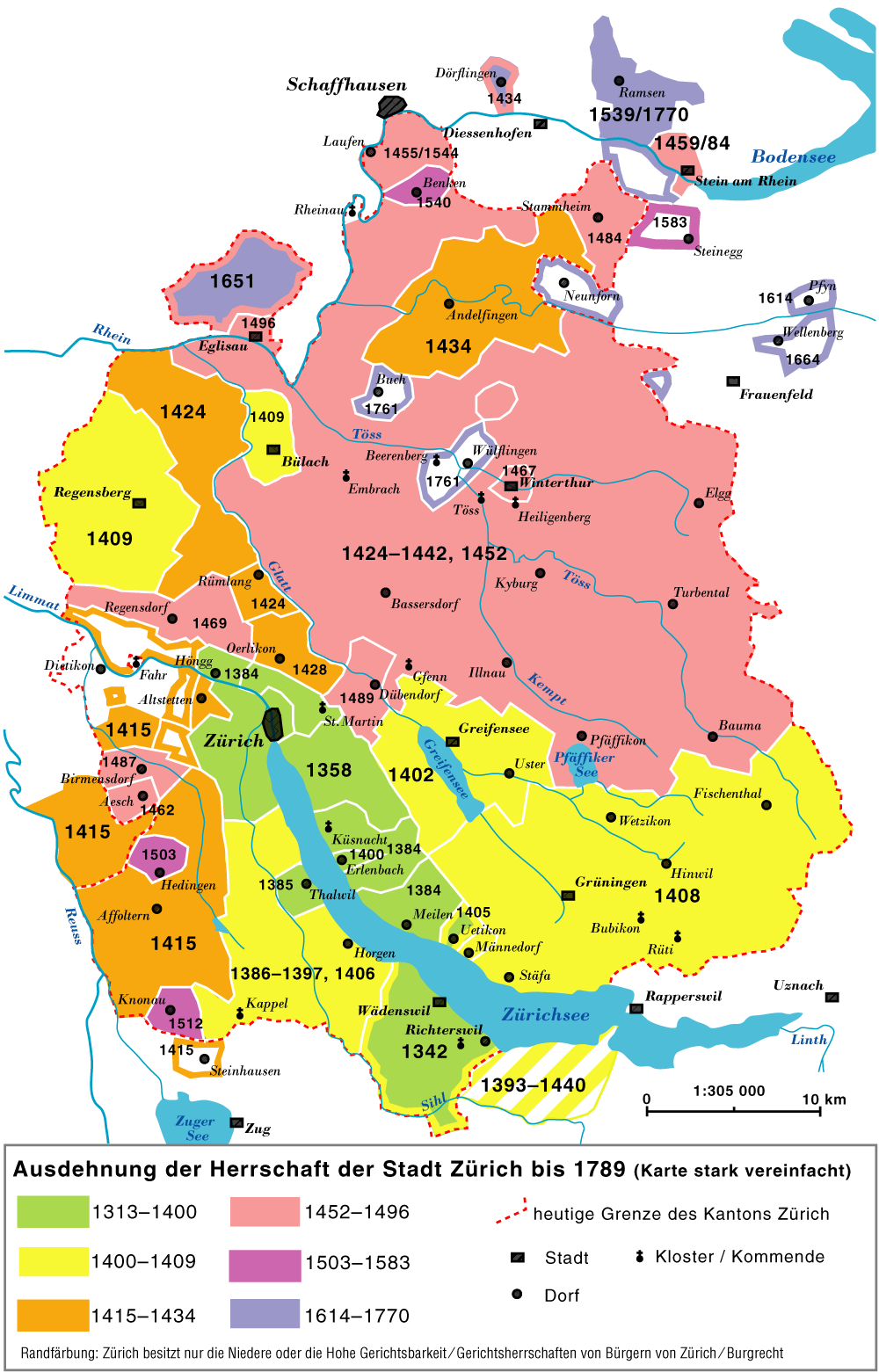
Die Ausdehnung der Herrschaft der Stadtrepublik Zürich bis 1798

Die Stadt Zürich, reich durch Handel und Gewerbe, erwarb seit dem 13. Jahrhundert praktisch die gesamte Landschaft des heutigen Kantons Zürich. 1408 gelangte die Stadt gegen die Bezahlung einer Geldsumme an Hermann und Walter Gessler in den Besitz des Gebietes der ehemaligen Vogtei Grüningen und somit auch in den Besitz der Gegend um Egg. Die für Folgezeit typischen stadtstaatlichen Herrschaftsstrukturen im Einflussgebiets der Stadt Zürich prägten von da an auch die politischen und sozialen Verhältnisse der Bürger von Egg. Diese Verhältnisse begannen sich allmählich zu ändern, als der aristokratische Zürcher Stadtstaat unter innerem und äusserem Druck 1789 zusammenbrach und die Helvetische Republik ausgerufen wurde. Die Heraldik des Egger Wappens illustriert noch heute als Revolutionsexport die Bedeutung der Französischen Revolution für den politischen Umsturz in der Region.
Siehe auch
- Alter Zürichkrieg
- Stäfnerhandel
- Helvetische Republik
- Reformation und Ancien Régime im Kanton Zürich

### Seit 1798
Als Teil der Mediationsakte 1803 unter der Führung Napoleons erhielt der Kanton Zürich seine heutigen Grenzen und wurde in 5 Bezirke aufgeteilt. Egg wurde dem Bezirk Uster zugewiesen. Bis ins Jahr 1927 schlossen sich die sechs Zivilgemeinden Bad, Hinteregg, Egg, Hof, Lieburg und Esslingen dann allmählich zur politischen Gemeinde Egg zusammen.
Siehe auch
- Helvetische Republik
- Mediation (Geschichte)
- Ustertag
- Schweizerische Eidgenossenschaft
- Geschichte des Kantons Zürich

## Wappen und Fahne
Blasonierung:
In Blau ein aus silbernen Wolkenflanken hervorbrechendes silbernes Treuhandpaar.
Die Gestaltung des Wappens und Fahnes hat ihren Ursprung im Gedankengut der Französischen Revolution. Als Gemeindewappen und Gemeindefahne seit 1854, in der heute gültigen Blasonierung vom Gemeinderat 1926 anerkannt.

## Bevölkerung
Per 1. Januar 2024 lebten 8880 in der Gemeinde Egg. Davon lebten 1529 in Hinteregg, 5331 in Egg, 2003 in Esslingen und 17 in Guldenen (Forch). Zu diesem Zeitpunkt gab es in der Gemeinde 5610 Stimmberechtigte Per Steuerperiode 2009 lebten in Egg 3619 steuerpflichtige Personen. Das durchschnittliche Einkommen pro Monat lag bei 7987 Franken mit durchschnittlichen Gemeindesteuern pro Monat von 722 Franken
| Bevölkerungsentwicklung | Bevölkerungsentwicklung | Bevölkerungsentwicklung |
| Jahr                    | Einwohnerzahl           | Ausländeranteil in %    |
| ----------------------- | ----------------------- | ----------------------- |
| 1634                    | 899                     | –                       |
| 1699                    | 1245                    | –                       |
| 1850                    | 2523                    | –                       |
| 1900                    | 2309                    | –                       |
| 1950                    | 2439                    | –                       |
| 1960                    | 3018                    | –                       |
| 1970                    | 5250                    | –                       |
| 1990                    | 6501                    | 13,4                    |
| 2000                    | 7386                    | 15,0                    |
| 2002                    | 7691                    | 16,1                    |
| 2006                    | 7830                    | 16,5                    |
| 2010                    | 8031                    | 17,7                    |
| 2012                    | 8319                    | 18,3                    |
| 2013                    | 8393                    | 18,7                    |
| 2015                    | 8460                    | 19,5                    |
| 2022                    | 8863                    | 20,45                   |
| 2024                    | 8880                    | 22,02                   |

## Politik
| Mitglieder des Egger Gemeinderates (2022–2026) | Mitglieder des Egger Gemeinderates (2022–2026) | Mitglieder des Egger Gemeinderates (2022–2026) | Mitglieder des Egger Gemeinderates (2022–2026) |
| Name                                           | Amtsantritt                                    | Departement                                    | Partei                                         |
| ---------------------------------------------- | ---------------------------------------------- | ---------------------------------------------- | ---------------------------------------------- |
| Tobias Bolliger                                | 2002                                           | Gemeindepräsident                              | FDP                                            |
| Bettina Baumgartner                            | 2018                                           | Bau und Planung                                | FDP                                            |
| Christoph Domeisen                             | 2018                                           | Liegenschaften und Betrieb                     | glp                                            |
| Olivier Künzler                                | 2022                                           | -                                              | FDP                                            |
| Leslie Bächler                                 | 2022                                           | -                                              | Die Mitte                                      |
| Markus Ramsauer                                | 2010                                           | Tiefbau                                        | SVP                                            |

| Parteienstärke Kantonsratswahlen 2019 | Parteienstärke Kantonsratswahlen 2019 |
| Partei                                | %                                     |
| ------------------------------------- | ------------------------------------- |
| SVP                                   | 33,67                                 |
| FDP                                   | 15,63                                 |
| GLP                                   | 14,28                                 |
| SP                                    | 11,98                                 |
| GP                                    | 11,97                                 |
| CVP                                   | 4,19                                  |
| EVP                                   | 2,58                                  |
| BDP                                   | 2,37                                  |
| EDU                                   | 1,37                                  |
| AL                                    | 0,74                                  |

Bei den Nationalratswahlen 2023 betrugen die Wähleranteile in Egg: SVP 34,54 % (+0,87), SP 14,55 % (+2,57), FDP 14,47 % (−1,16), glp 11,93 % (−2,35), Mitte 9,02 % (+2,46), Grüne 7,63 % (−4,34), EVP 2,61 % (−0,02), EDU 1,26 (−0,11).

## Kirchen

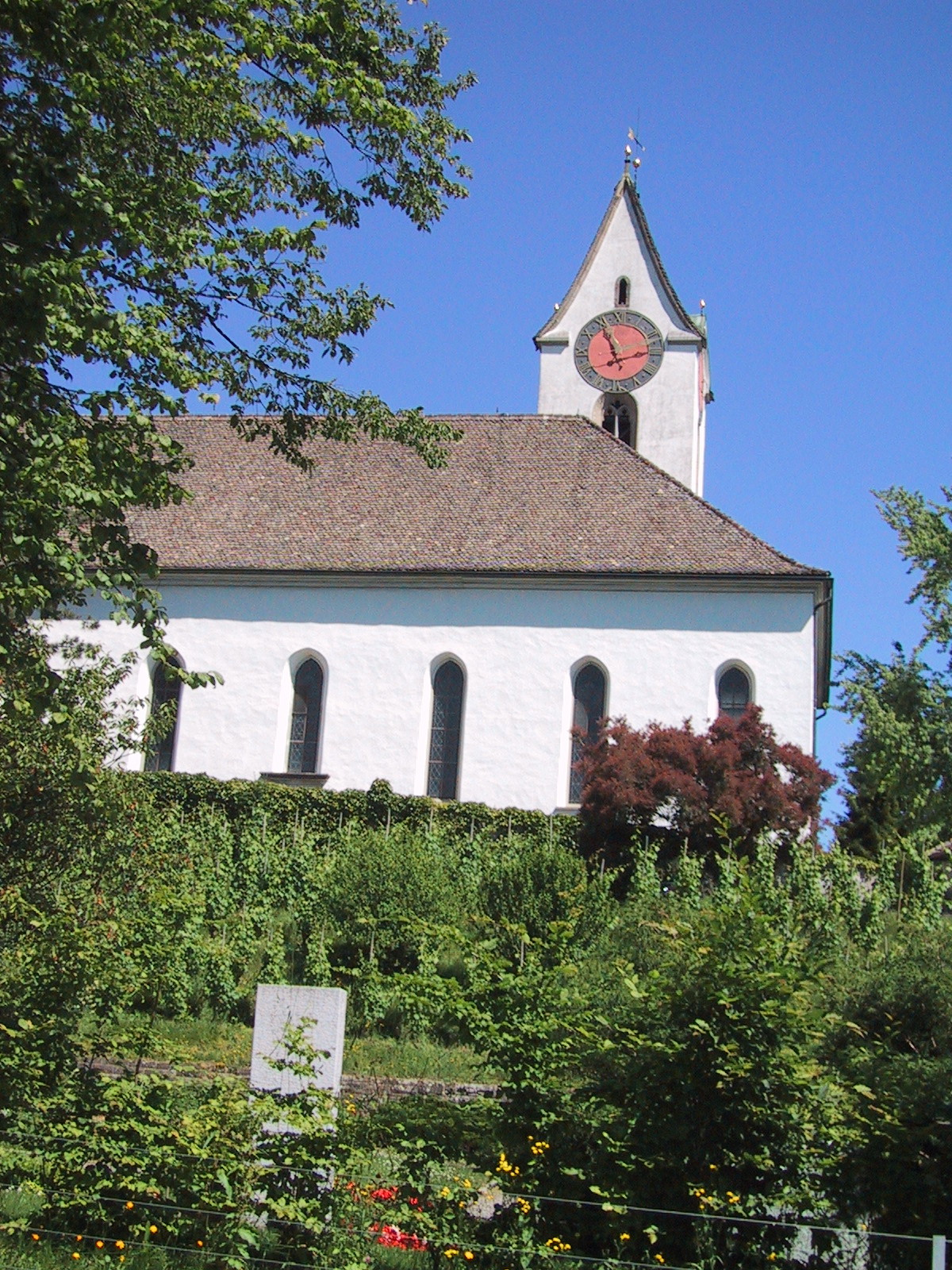
Reformierte Dorfkirche in Egg

Per 1. Januar 2024 waren 31 % der Bevölkerung evangelisch-reformiert (2015: 39 %), 25 % römisch-katholisch (2015: 28 %), und 44 % gehörten anderen Konfessionen an oder waren konfessionslos (2015: 33 %).

## Bildung
Es gibt vier Schulen in der Gemeinde Egg: Zentrum, BüHiKi, Esslingen und Oberstufe. Seit 1971 verfügt die Gemeinde über eine Dorfbibliothek.

## Verkehrsanbindung

### Öffentlich
Die Gemeinde ist durch die Forchbahn an das Zürcher S-Bahn-Netz angeschlossen (Haltestellen: Esslingen, Emmat, Langwies, Egg, Hinteregg und Neuhaus).
- S 18 Zürich Stadelhofen – Forch – Esslingen
- SN18 Zürich Stadelhofen – Forch – Egg ZH

Eine Buslinie wird durch die Verkehrsbetriebe Zürichsee und Oberland (VZO) betrieben:
- 842 Bahnhof Uster – Riedikon – Mönchaltorf – Bahnhof Esslingen – Oetwil am See

### Individualverkehr
Egg liegt an der Autostrasse A15, die von Zumikon nach Hinwil führt. Auf dem Gemeindegebiet liegen die vier Anschlüsse 4 Hinteregg, 5 Egg, 6 Esslingen und 7 Oetwil am See.
Durch Die Gemeinde Egg führen auch die drei Hauptstrassen 347, parallel zur Autobahn A15, Zumikon-Esslingen, 347.1 Oetwil am See-Gossau ZH-Grüt ZH und 339 Feldbach-Uster-Illnau ZH.
Nebenstrassen verbinden mit Orten in der Ebene des Greifensees: mit Grüningen, Mönchaltorf, Riedikon-Uster und Maur und zwischen Pfannenstiel und Zürichsee mit Uetikon, Meilen und Herrliberg.

## Wirtschaft
Bis 2008 hatte die Firma Pelikan eine Zweigniederlassung in Egg. Die Firma Nikon hat seit 2009 ihren Schweizer Hauptsitz in Egg. Die Landi Egg AG wurde 2002 von der LANDI Zola AG mit Sitz in Illnau-Effretikon übernommen.

## Sehenswürdigkeiten

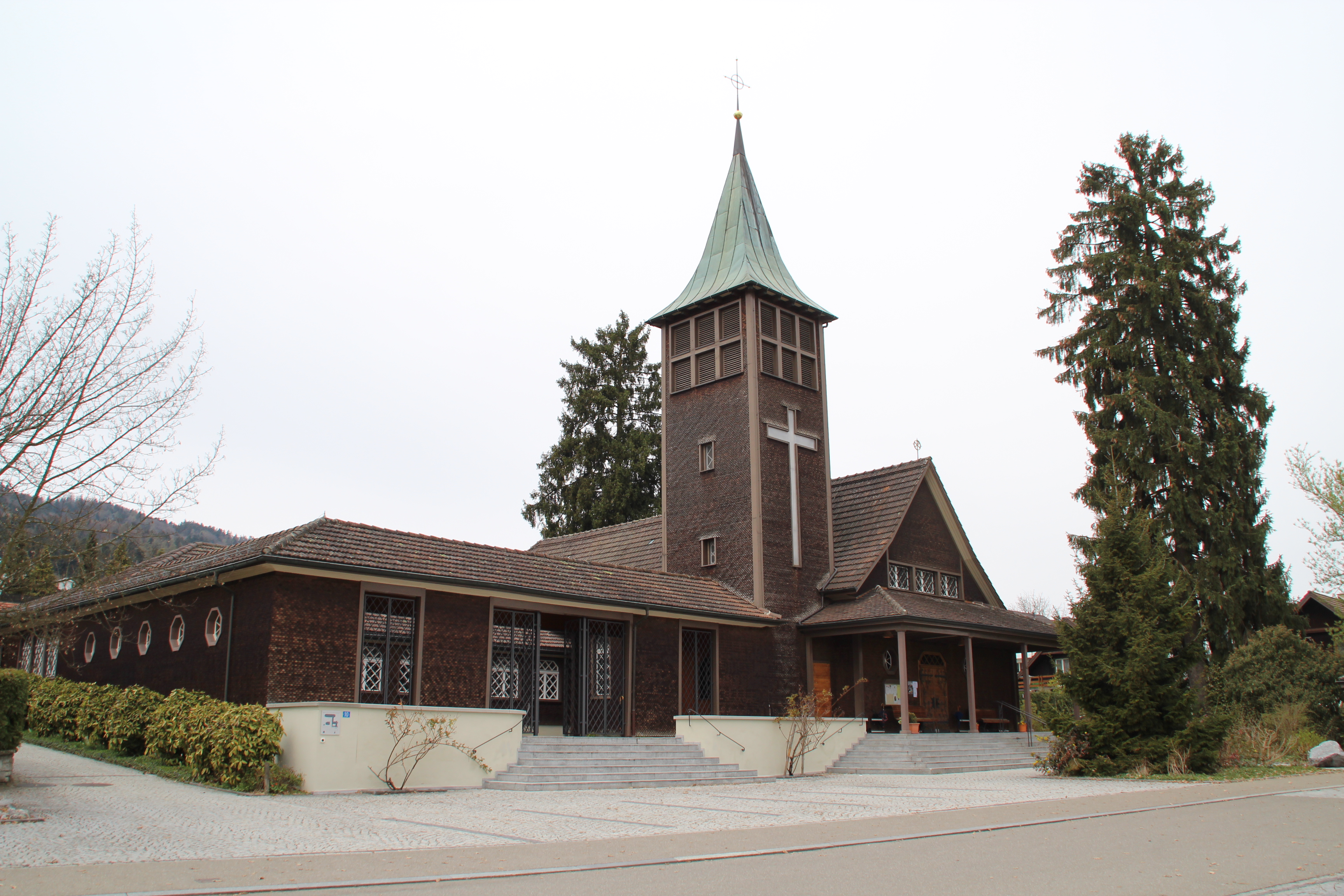
Antoniuskirche Egg

Auf dem Pfannenstiel befindet sich auf 802 m.ü.M die Hochwacht. Der Aussichtsturm aus Gusseisen und Stahl stand ursprünglich auf dem Bachtel und wurde 1992 auf dem Pfannenstiel neu aufgebaut. Das historische Sägewerk in Hinteregg wird als 'Sagi Thommen' 1537 erstmals urkundlich erwähnt.
Im Dorfzentrum steht die 1921 in Holzbauweise gebaute katholische St.-Antonius-Kirche. Sie ist jeden Dienstag das Ziel von Pilgern. 1926 schenkte Papst Pius XI. der Kirche eine Reliquie des heiligen Antonius von Padua. Am Ende des 20. Jahrhunderts wurde das Egger Wallfahrtszentrum durch den Schweizer Architekten Miroslav Šik erweitert und ist somit eines der wenigen realisierten Bauwerke der Analogen Architektur in der Schweiz.

## Sport
In der Gemeinde gibt es ein Strandbad am Ufer des Greifensees sowie mehrere Tennis- und Fussballplätze. In der Gemeinde gibt es eine Dreifachturnhalle sowie ein Schützenhaus und einen Armbruststand. Im Winter beherbergt die Gemeinde eine Langlaufloipe in Guldenen.

### Turnverein
Der Turnverein Egg bezweckt die Förderung und Unterstützung sowohl von Breiten- wie Leistungssport. Der Verein wurde 1892 gegründet und konnte im Jahr 1991 seinen bisher grössten Erfolg feiern als die Damen- und Geräteriege des TV Egg das Eidgenössische Turnfest in Luzern gewann.

### Unihockey
Der UHC Egg wurde 1990 gegründet. 1999 fusionierten die Unihockey-Clubs der Gemeinden Egg, Maur und Oetwil am See zum UHC Pfannenstiel. Der UHC Pfannenstiel gehört zu den grösseren Vereinen der Region und umfasst 16 Mannschaften. Die erste Mannschaft spielt in der Nationalliga B des Schweizer Unihockeyverbandes. Heimspiele und Trainings finden in der Dreifach-Turnhalle in Egg statt.

### Tennis
Der Tennisclub Egg wurde 1979 gegründet. Der Verein hatte zu diesem Zeitpunkt keine eigenen Anlagen. Es dauerte zehn Jahre, bis dem Verein der Bau eigener Tennisplätze erlaubt wurde. Verschieden Projekte waren zwischen 1979 und 1989 durch insgesamt neun Gemeindeversammlungen und eine Urnenabstimmungen verhindert worden. 1992 konnte der Spielbetrieb auf drei Klub-eigenen Plätzen in der Anlage Schürwis aufgenommen werden. Per 2012 hatte der TC Egg 274 Mitglieder.

### Fussball
Der Fussballclub Egg wurde 1976 gegründet und bezweckt in erster Linie die Förderung und Unterstützung sowohl von Breiten- wie Leistungssport. Der FC Egg ist ein Ausbildungsverein der nach eigenen Angaben eine qualitativ hochwertige Nachwuchsförderung anstrebt.

### Schützenvereine
Egg besitzt drei Schützenvereine; einen Armbrustschützenverein, einen Pistolenschützenverein und einen Feldschützenverein. Der Armbrustschützenverein wurde 1974 gegründet und bezog 1982 das jetzige Vereinshaus. Der Feldschützenverein Egg-Esslingen entstand 2001 durch die Fusion der beiden 1870 gegründeten Schützenvereine Egg und Esslingen. Der Verein «Pistolenschützen Egg» (PSE) wurde 1938 als Untersektion des Schützenvereins Egg gegründet. Seit 1959 bilden die Pistolenschützen jedoch einen eigenen Verein. Sowohl der Pistolenschützenverein wie der Feldschützenverein trainieren im Schützenhaus Vollikon.

## Persönlichkeiten
- Heinz Stieger (1917–2008), Illustrator und Maler
- Uriella (1929–2019), Sektenführerin
- Heinrich Müller (* 1941), Verfasser der Egger Dorfchronik und der Egger Kirchengeschichte
- Werner J. Egli (* 1943), Schriftsteller
- Peter Wuffli (* 1957), Manager
- Brigitte Oertli (* 1962), Skirennfahrerin
- Muriel Furrer (2006–2024), Radrennfahrerin
- Black Sea Dahu, Band